# Глинки (Наро-Фоминский район)
Глинки — деревня в Наро-Фоминском районе Московской области, входит в состав сельского поселения Волчёнковское. Численность постоянного населения по Всероссийской переписи 2010 года — 4 человека. До 2006 года Глинки входили в состав Афанасьевского сельского округа.
Деревня расположена в юго-западной части района, на левом берегу реки Исьма (приток Протвы), примерно в 10 км к востоку от города Верея, недалеко от границы с Можайским районом, высота центра над уровнем моря 160 м. Ближайшие населённые пункты — Устье на противоположном берегу реки и Татищево в 300 м на юг.